# أدولف فان دير فورت فان زيب
أدولف فان دير فورت فان زيب (Adolph van der Voort van Zijp) هو لاعب أولمبي لرياضة الفروسية من هولندا. شارك في الأولمبياد الصيفي في 1924–1928، وفاز بما مجموعه 3 ميداليات.

## الميداليات
| ذهب | فضة | برونز | المجموع |
| 3   | 0   | 0     | 3       |

## روابط خارجية
- أدولف فان دير فورت فان زيب على موقع أوليمبيديا (الإنجليزية)